# Zawadówka (rejon tepłycki)
Zawadówka (ukr. Завадівка) – wieś na Ukrainie, w rejonie tepłyckim należącym do obwodu winnickiego, na wschodnim Podolu.
W czasach I Rzeczypospolitej wieś leżała w województwie bracławskim w prowincji małopolskiej Korony Królestwa Polskiego. W 1789 była prywatną wsią należącą do Potockich. Odpadła od Polski w wyniku II rozbioru.

## Pałac
- dwukondygnacyjny pałac wybudowany w stylu klasycystycznym[4].